# 鶯料理

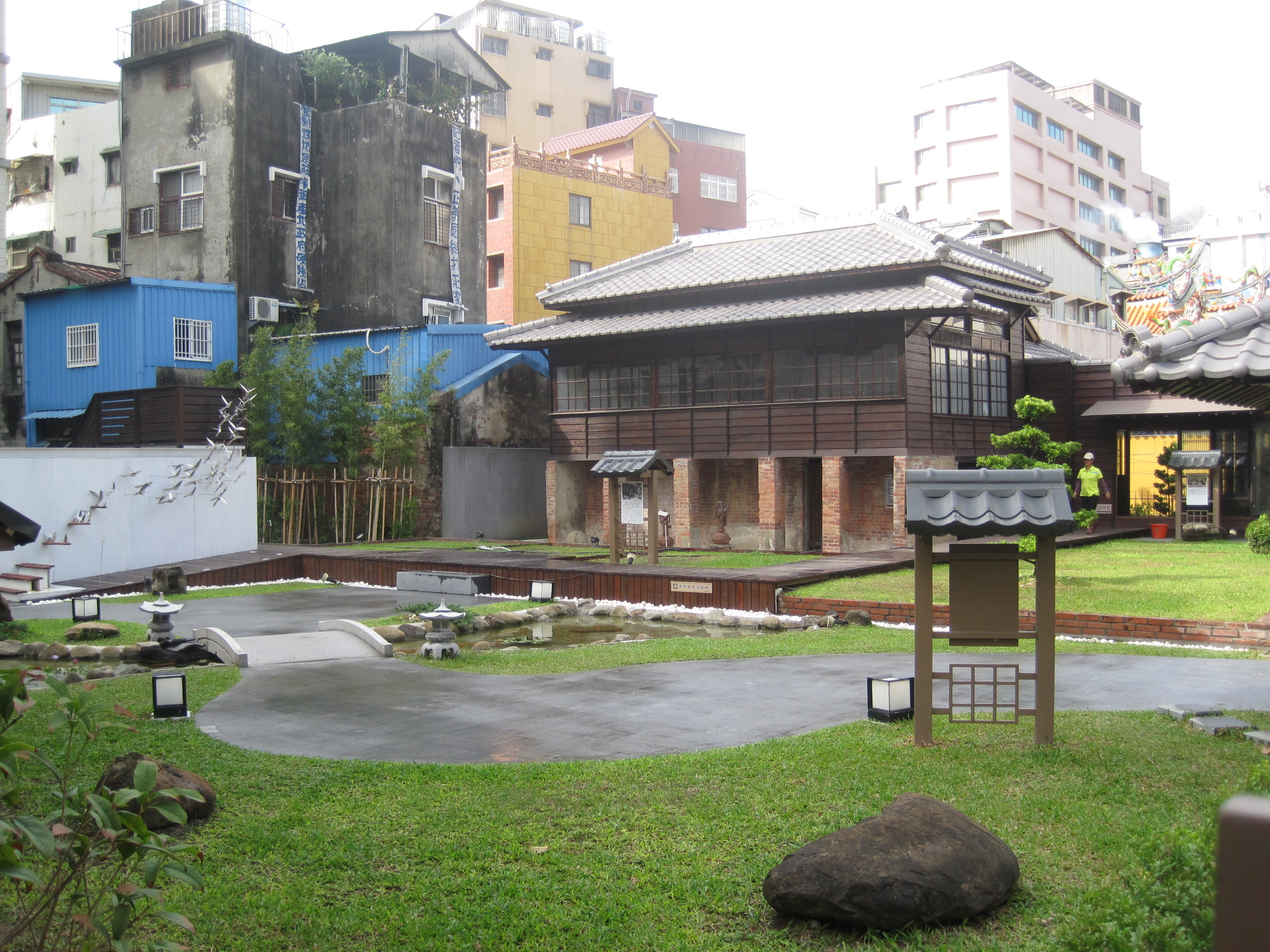
2014年拍的鶯料理

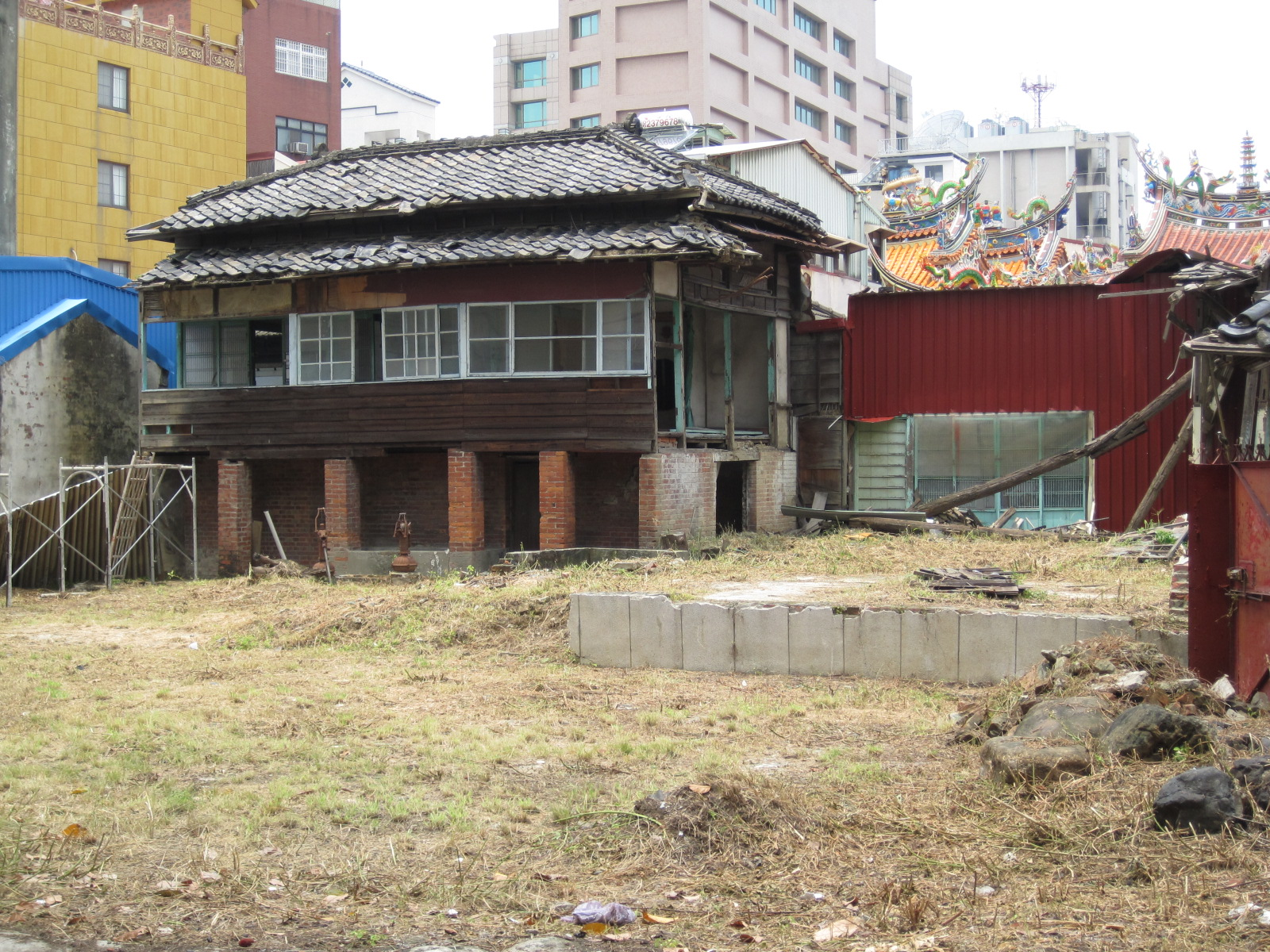
2010年8月時的鶯料理殘留的「中棟」建築

鶯料理 或稱「鶯料亭」（店名單一個「鶯」字）是臺灣日治時期一間高級料亭，位於臺南市中西區，旁邊有列為古蹟的臺灣首廟天壇與臺南測候所，與臺南州廳相距亦不遠，現僅存殘跡。據當時的媒體報導，鶯料理所提供的是道地的日本料理，甚至是臺灣首席日本料亭。
鶯料理（鶯料亭）於大正元年（1912年）11月15日開業，後於大正十三年（1924年）重新裝修，是當時政商名流交際應酬的場所。該建築曾一度被列為市定古蹟，但僅不到一年便又撤銷，建築主體則在2008年鳳凰颱風來襲時倒塌。2012年時，臺南市政府開始動工計劃將此處改為開放式廣場。後來該建築列為臺南市第一座市定紀念建築。

## 沿革

### 日治時期
「鶯料理」創辦人天野久吉離開原先工作的鶯遷閣後，於1912年自行創立「鶯料理」，並在11月15日開幕。店名「鶯」來自於「鶯僊閣」，是為了感謝前老闆龍見龜藏的栽培賞識。最初的鶯料理是大眾化食堂，招牌菜色是蒲燒鰻飯，壽司和信玄便當。由於當年臺南並沒有大型旅館或飯店，日本皇族或政府要員來臺視察時，都會下榻在知事官邸，並由鶯料理外送餐食。其中最知名的1次是1923年皇太子（後來的昭和天皇）到臺灣巡視時，也由鶯料理負責餐食。
後來1924年「鶯料理」改建，前廳增設二樓設有三間包廂，後廳一樓增設兩間包廂，二樓增設三間包廂，同時整建庭園。1926年11月重新開張後成為高級料理亭。「鶯料理」涵蓋「表棟」、「中棟」、「裡棟」等3棟建築物，共約占地二百坪，包含七十坪庭院和一百三十餘坪的建築構造物、四周由總長超過一百一十公尺的圍牆所圈圍，並於鄰北邊巷道處設有雅緻的入口迎賓門樓。
「鶯料理」鄰近當時的臺南州廳等官署在地，日治時期曾是政商名流的交際應酬場所，被影射為臺南「地下決策中心」。臺南市文獻委員黃天橫回憶說:「鶯料理是很高級的料理店，通常只有達官顯要出入，當時，知名的台式料理店，像寶美樓平均每人消費約2圓；但鶯料理每人份消費起碼5圓以上，日式的菜式十分精緻，食材皆從日本進口，其中，鰻魚飯尤為鮮美可口。」據說昔日入夜後人力車川流不息，夜晚還有從「新町」轉介而來的藝妓吟唱。昭和年間，料亭因辦理家督相續登記，土地與產權由長子天野彥一郎取得。

### 中華民國時期

#### 臺南一中宿舍
二次大戰後，1951年3月15日，該建物土地依土地法登記為國有，1999年9月23日辦理接管登記為中華民國，國立臺南第一高級中學為管理機關。其建築物本身則一度作為臺南一中的宿舍，後來荒廢。

#### 閒置荒廢時期
鶯料理因長期荒廢閒置，其存廢問題曾在地方引起爭論，2003年9月4日與2004年時曾召開古蹟暨歷史建築審查委員會進行古蹟審查，但被認為已不具古蹟價值，一度面臨拆除，但後來仍獲保留，不過仍然是閒置狀態。2005年8月22日，鶯料理再次召開臨時會進行古蹟審定，在當時副市長許陽明等人遊說下，以7比2的結果成為臺南市第113處市定古蹟，市政府並開始與臺南一中商討用「以地易地」的方式取得管理權，但後來該計畫未能實施，鶯料理也因外表殘破且被質疑召開臨時會審查有技術犯規之虞而在2006年6月撤銷古蹟資格。
長期荒廢的鶯料理雜草叢生，令附近居民擔心成為登革熱的溫床，市政府與南一中無力改善處理，鄰近的天壇管理委員會一度表示願意協助拆除鶯料理，並認養整建之後的廣場，但後來因為引發許多民間團體與文史工作者陳情，鶯料理最後並未拆除。然而，在2008年鳳凰颱風來襲時，鶯料理主體建築「表棟」倒塌，僅餘「中棟」二層樓建築和「裡棟」。

#### 臺南市政府古蹟修護

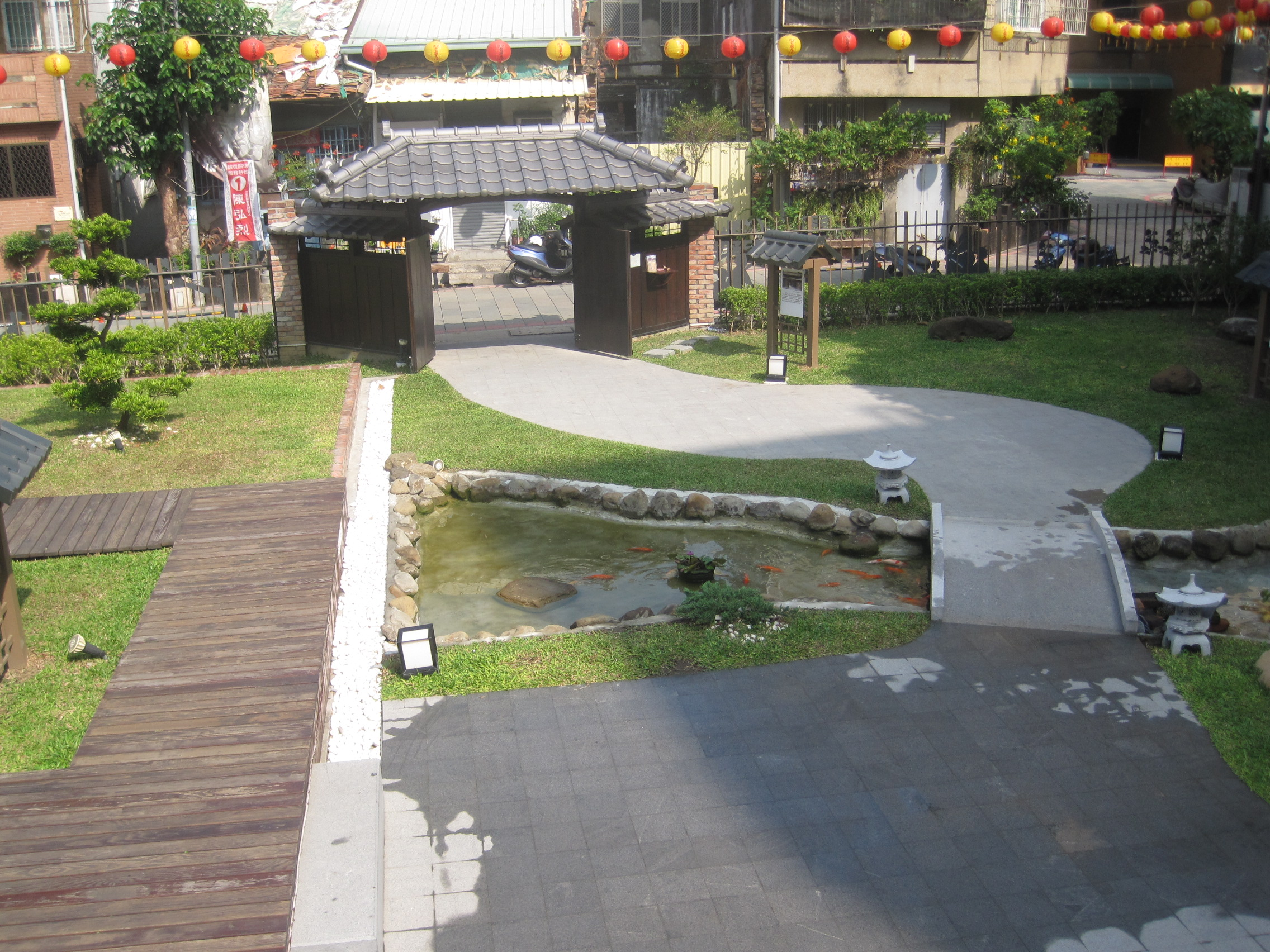
鶯料理院子

2009年1月10日，鶯料理的產權經行政院函准變更為非公用財產後，撥交給臺南市政府。
2012年，臺南市政府規劃將鶯料理改建為開放式廣場，於該年3月1日動工，工程期間，工程局因進行廣場工程，拆除了一部分殘存下來的老圍牆，而引發爭議。
最後，臺南市政府整建後的建物大約只有原來的三分之一。2013年底，整修後的鶯料理開放參觀，並有展出創辦人天野久吉的孫子天野朝天所捐贈的舊器皿等物品。

#### 委外經營

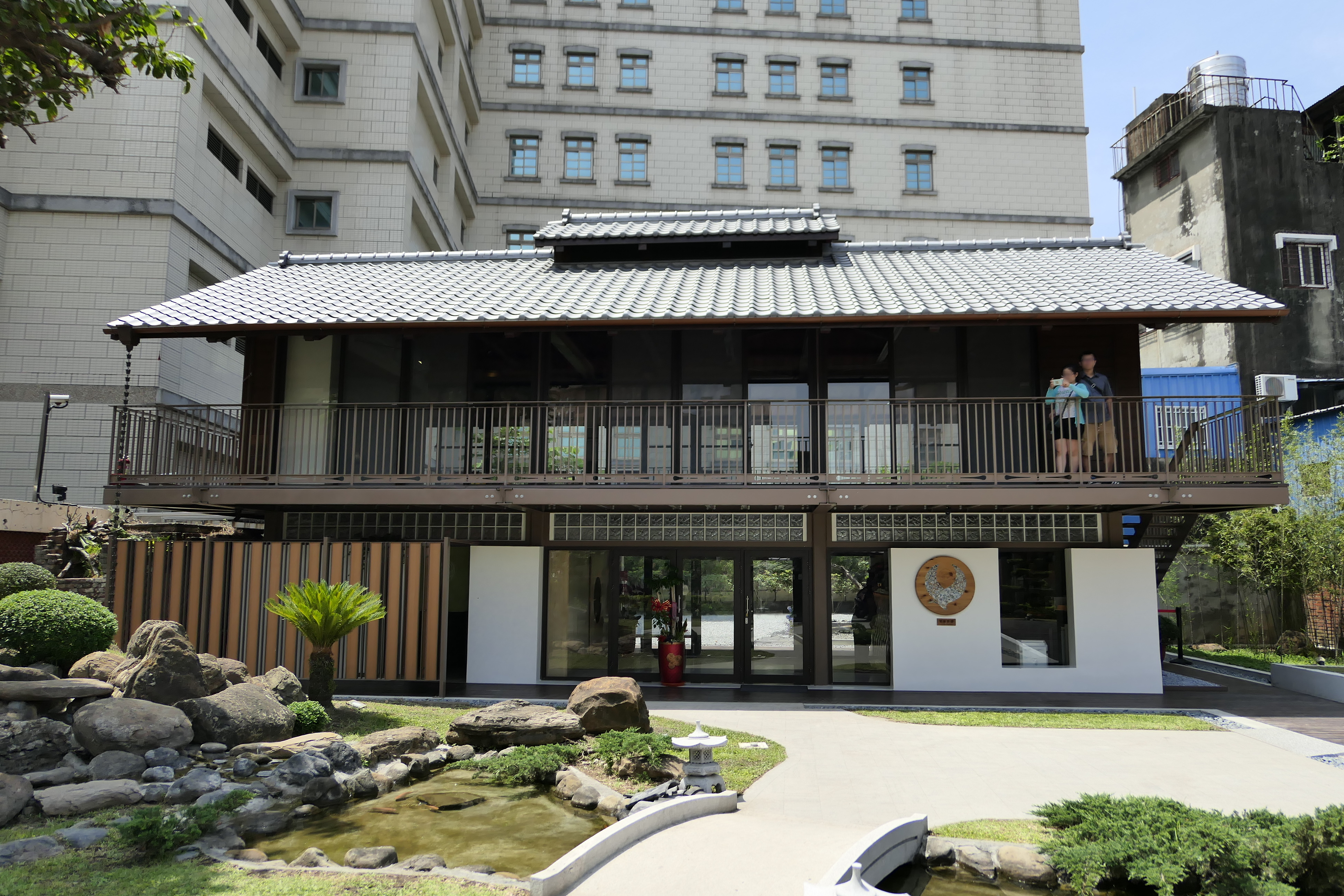
鷲嶺食肆

2016年，臺南市政府文化局將鶯料理委外經營，由美味求真股份有公司（阿霞飯店經營團隊，董事長為曹淑華）取得經營權，合約 8 年。
2017年4月2日，經營者利用殘存的「表棟」白色遺構基礎進行重建工程。2018日4月27日，表棟建築取名為「鷲嶺食肆」，一樓販售輕食飲品， 二樓是藝文展覽空間開設「鷲嶺食肆」營運。鷲嶺的由來，是此地的舊地名，為附近之地勢最高點，海拔「14」公尺。。

## 其他
在鶯料理成立以前，臺南地區有所謂的三大料亭，分別是天野久吉工作過的鶯遷閣，以及御影溫泉跟一筆。不過《臺南新報》上有文章寫說鶯遷閣是唯一的宴會料亭，因獨佔而不求上進，從料理、裝潢、藝妓甚至連客人都一成不變。御影溫泉則是二次會料理店，有十幾個藝妓。一筆的老闆手藝很好，但是因為個性因素，料理的品質隨他的心情而定。

## 圖片

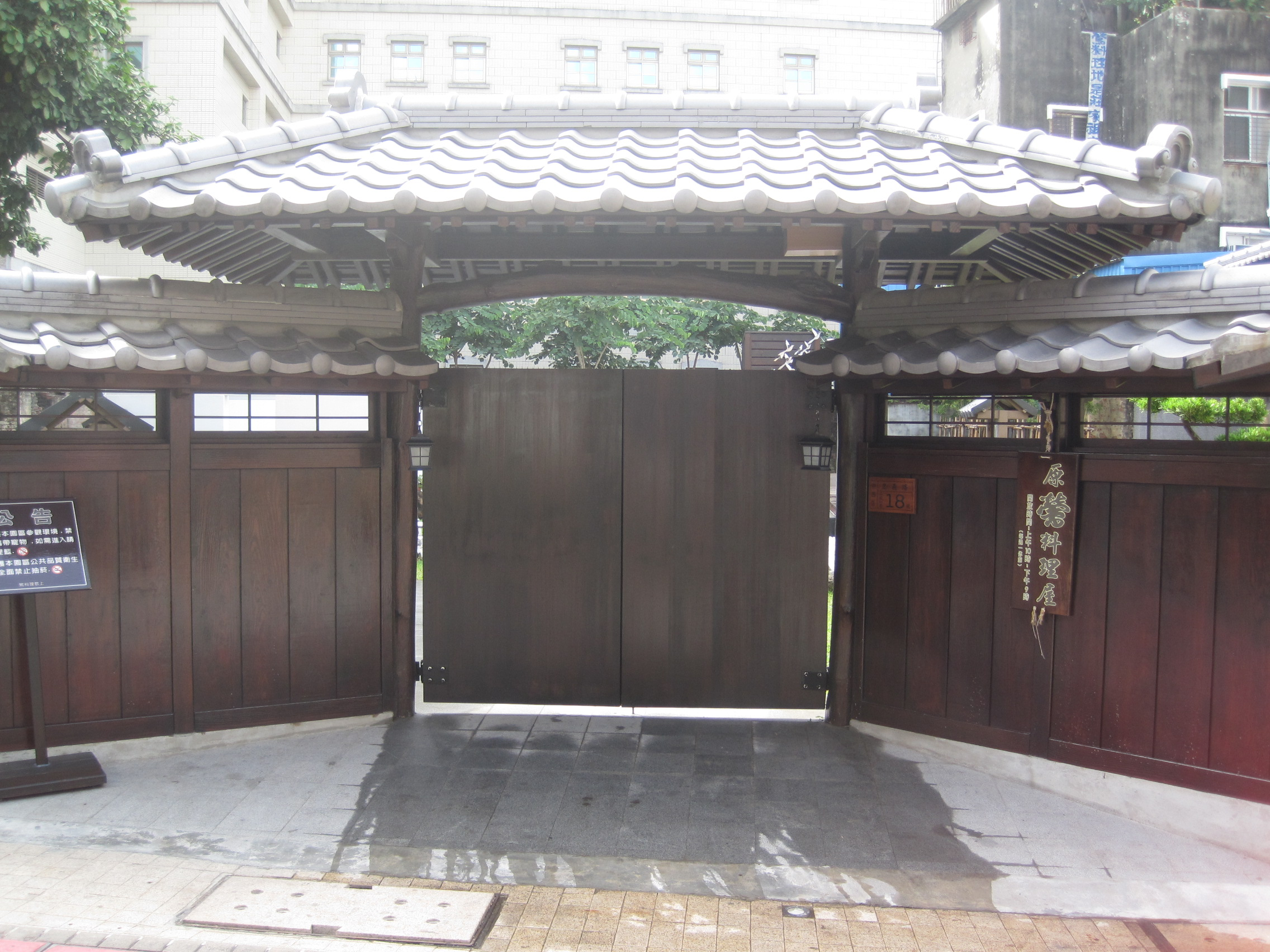
鶯料理大門
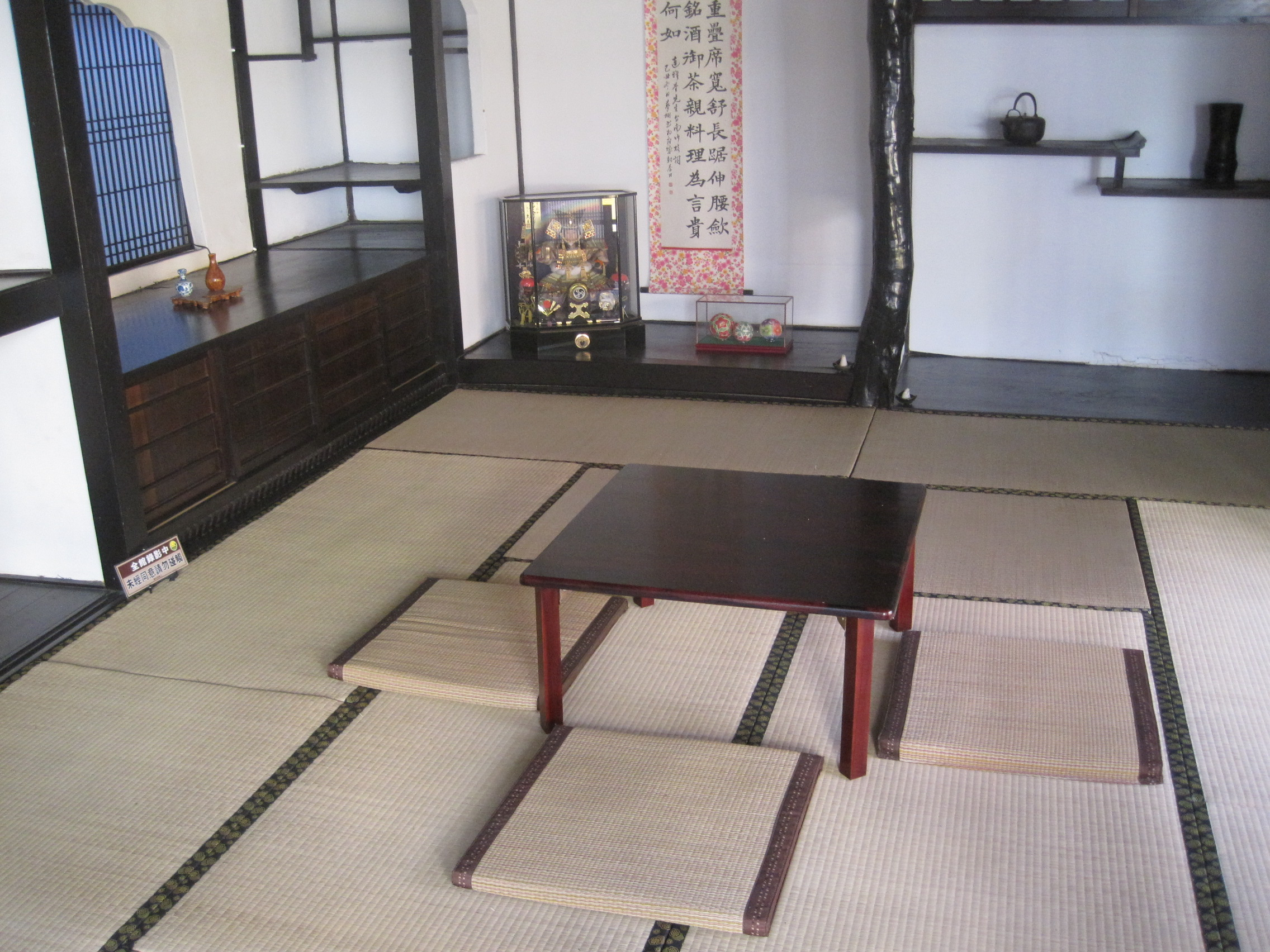
鶯料理內部